# جوان روبنسون
جوان روبنسون (بالإنجليزية: Joan Gale Robinson)‏ (1910 - 1988) هي كاتبة ومصورة كتب أطفال، نُشر أول أعمالها للأطفال في عام 1939 وأعقب ذلك مجموعة من الروايات للبالغين، نشر عملهُا الأبرز (عندما كانت مارني هناك) عام 1967 واختارها المخرج الياباني هاياو ميازاكي ضمن قائمة توصية لأفضل خمس كتب أطفال، وبعد ذلك قام استوديو غيبلي بتحويل القصة لفلم انمي يحمل نفس الاسم.